# Flatholmen (Fedje)
Pour les articles homonymes, voir Flatholmen (homonymie).
Flatholmen est une île norvégienne du comté de Vestland appartenant administrativement à Fedje.

## Description
Rocheuse et désertique, à l'exception d'une légère végétation, à fleur d'eau, elle s'étend sur environ 168 m de longueur pour une largeur approximative de 97 m. 